# Stenalcidia illaevigata
Stenalcidia illaevigata là một loài bướm đêm trong họ Geometridae.